# خربق خبيث
الخَربَق الخبيث أو الخَربَق الكورسيكي أو الخَربَق ثلاثي الأوراق نوع نباتي يتبع جنس الخَربَق من الفصيلة الحوذانية.

## الموئل والانتشار
موطن هذا النوع بعض أجزاء إسبانيا وجنوب فرنسا وكورسيكا.

## الوصف النباتي

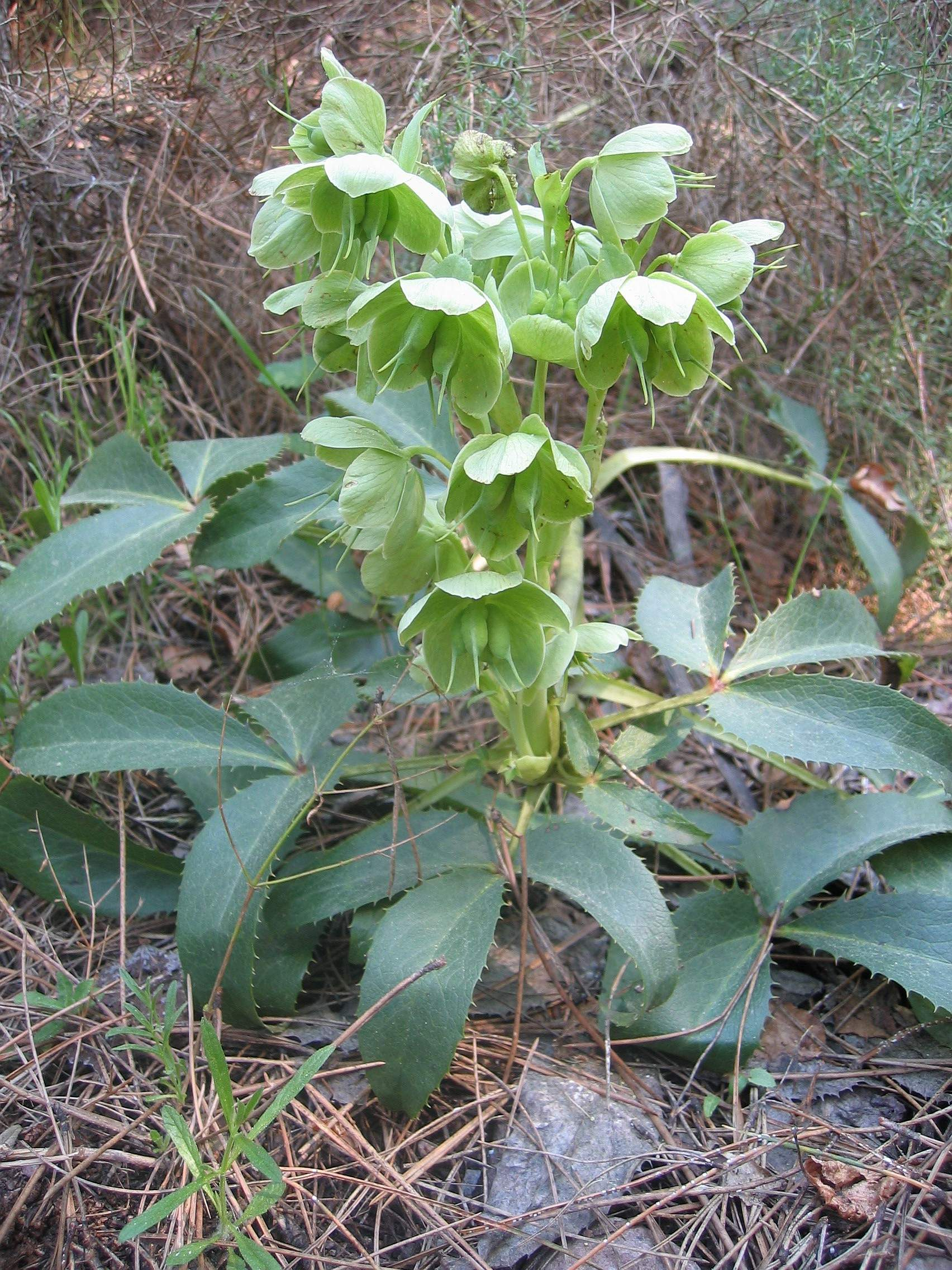
نبات الخربق الخبيث

النبات عشبي معمر.

## أسماء أخرى
- (باللاتينية: Helleborus argutifolius Viv.)
- (باللاتينية: Helleborus corsicus Willd.)
- (باللاتينية: Helleborus trifolius Mill.)
- (باللاتينية: Helleborus lividus subsp. lividus Aiton)
- (باللاتينية: Helleborus triphyllus)